# Carduus budaianus
Carduus budaianus là một loài thực vật có hoa trong họ Cúc. Loài này được Jáv. mô tả khoa học đầu tiên năm 1913.